# Świeca zapłonowa

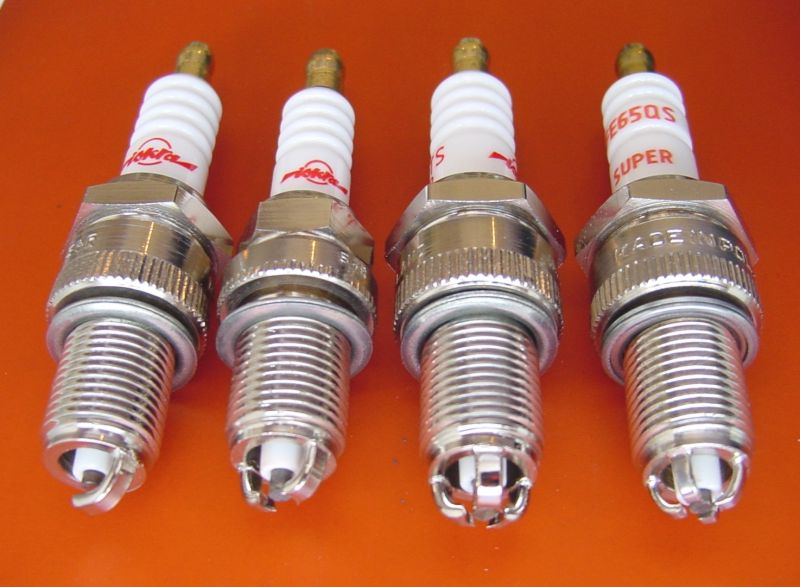
Świece zapłonowe z jedną, dwiema, trzema i czterema elektrodami bocznymi

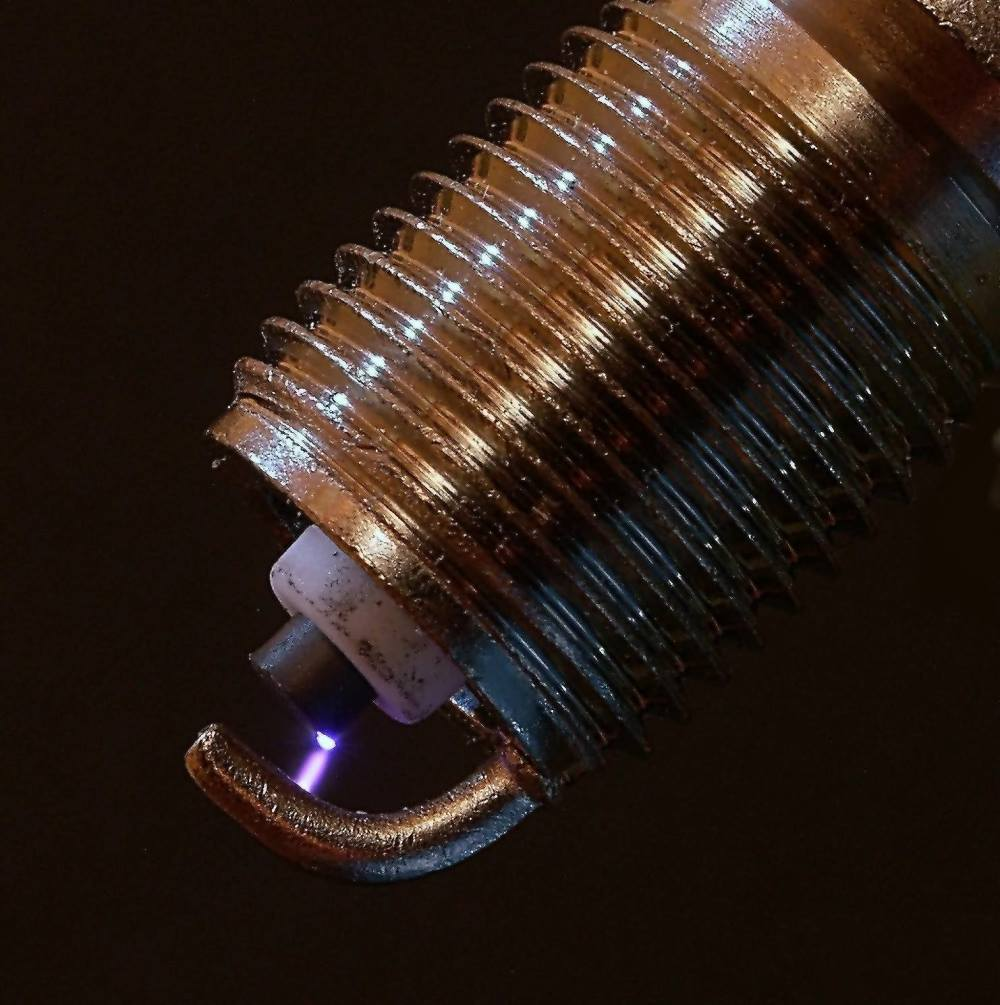
Iskra łuku elektrycznego w świecy zapłonowej

Świeca zapłonowa – element układu zapłonowego silnika spalinowego o zapłonie iskrowym wytwarzającego iskrę elektryczną.

## Opis
Podstawowym zadaniem świecy zapłonowej jest zrealizowanie we wnętrzu komory spalania wyładowania elektrycznego o wymaganym charakterze. Do podstawowych parametrów tego wyładowania należą napięcie szczytowe oraz energia iskry. Wyładowanie występuje pomiędzy elektrodą centralną, a jedną bądź kilkoma elektrodami bocznymi świecy. Do wywołania tego zjawiska niezbędne jest wystąpienie pewnej minimalnej wartości napięcia wtórnego. Wartość tego napięcia zależna jest od odległości między elektrodami świecy, medium przez które przeskakuje iskra, ciśnienia oraz kształtu elektrod. Aby doprowadzić do zapłonu mieszanki paliwowo-powietrznej w cylindrze, ilość ciepła dostarczonego do ładunku musi być dostatecznie duża, aby zainicjować proces spalania w objętości na tyle duży, aby płomień zaczął się samorzutnie rozwijać. Intensywne zawirowania ładunku w cylindrze silnika utrudniają zapłon mieszanki oraz w skrajnych przypadkach doprowadzają do wygaszenia płomienia.
Aby zapłon mieszanki był prawidłowy świeca zapłonowa powinna posiadać odpowiednią charakterystykę cieplną. Charakterystykę tę określają dwie wartości temperatury: temperatura samooczyszczania się oraz temperatura samozapłonu. Pierwsza wartość jest to minimalna temperatura, poniżej której nie zachodzi proces samooczyszczania się świecy, co prowadzi do jej mostkowania. Po osiągnięciu tej temperatury następuje wypalenie z powierzchni izolatora osiadłych zanieczyszczeń złożonych głównie z cięższych węglowodorów oraz sadzy. Substancje osadzające się na izolatorze zmniejszają jego rezystancję powierzchniową tworząc tzw. mostek przewodzący. 
Przekroczenie temperatury samozapłonu (850 °C) przez najbardziej wysunięte do komory spalania elementy świecy, powoduje samorzutne i niekontrolowane zapłony mieszanki. Prawidłowo skonstruowana i dobrana do silnika świeca zapłonowa powinna pracować od 500 °C do 850 °C w całym zakresie pracy silnika.
Nową grupą produktów są świece zapłonowe przeznaczone do samochodów wyposażonych w instalacje zasilane gazem propan-butan. Za zapłon mieszanki w komorze spalania odpowiedzialny jest, mimo zmiany zasilania, nadal ten sam układ zapłonowy wraz ze świecą zapłonową. Jej zadaniem jest wprowadzenie energii zapłonowej do komory spalania, gdzie iskra elektryczna wytworzona pomiędzy elektrodami zapoczątkowuje proces spalania mieszanki paliwa z powietrzem. Inne są jednak warunki zapłonu. Najważniejsze z punktu widzenia świecy zapłonowej to: 
- większa do ok. 30% rezystancja mieszanki, utrudniająca przeskok iskry elektrycznej, oraz
- wyższa średnia temperatura spalania.

Świece zapłonowe dla zapłonu iskrowego silnika z paliwem gazowym posiadają swoją konstrukcję w sposób nadrzędny przyporządkowaną do pracy z paliwem gazowym, a w drugiej kolejności do pracy z paliwem benzynowym. Jej konstrukcja zapewnia właściwie dobrane parametry iskry oraz jej energię, gwarantującą każdorazowy zapłon mieszanki gazowo-powietrznej pomimo utrudnień spowodowanych paliwem gazowym. Szczególnie jest to ważne w okresie zimowym, gdzie wyraźnie dają się odczuć różnice w jakości paliwa gazowego lub nieodpowiednich proporcji propanu, butanu oraz heksanu.
Aby zapewnić odpowiedni przeskok iskry i, co za tym idzie, właściwy zapłon mieszanki, świeca zapłonowa nie powinna być zabrudzona. Osadzanie się nagaru na świecy może powstawać na skutek np. zbyt krótkiej pracy silnika przy niskich temperaturach (silnik nie zdąży uzyskać optymalnej temperatury pracy) lub używania niskiej jakości paliwa.

## Budowa i opis działania świecy
Iskra powstaje pomiędzy elektrodą centralną (środkową), zasilaną wysokim napięciem i umieszczoną wewnątrz izolatora ceramicznego, a elektrodą (elektrodami) boczną podłączoną do masy poprzez gwintowany korpus świecy. Korpus służy także do zamontowania świecy w gnieździe w głowicy silnika, zapewniając tym samym dobre odprowadzanie ciepła.
Szczelina pomiędzy elektrodami wymaga okresowej kalibracji zgodnie ze specyfikacją wytwórcy. 
Szczelina nie może być zbyt duża, bo wtedy iskra nie przeskoczy pomiędzy elektrodami świecy, ani nie może być zbyt mała ponieważ wtedy świeca zostałaby szybko zarzucona (zespawana), czyli obie elektrody zostałyby połączone np. opiłkiem metalu co uniemożliwia przeskok iskry, a co za tym idzie zapalenie mieszanki paliwo-powietrznej.
Każda świeca ma swoją tzw. wartość cieplną. Jest to zdolność świecy zapłonowej do odprowadzania nadmiaru ciepła i utrzymania jej elementów w optymalnym zakresie temperatur. Rozróżniamy tu:
- świece zimne - mające duże zdolności do odprowadzenia ciepła - są one stosowane częściej w silnikach chłodzonych powietrzem, oraz w silnikach o dużym wysileniu (wysokie obroty pracy, duża moc jednostkowa silnika - częściej w silnikach dwusuwowych z uwagi na zwiększoną emisję ciepła)
- świece gorące - mają ograniczone zdolności do odprowadzenia ciepła - są stosowane w silnikach wolnoobrotowych, zwłaszcza o małym wysileniu, najczęściej czterosuwowych, chłodzonych cieczą.